# Zdzisław Barszczewski
Zdzisław Barszczewski (ur. 17 lutego 1931 w Surowej) – generał brygady Wojska Polskiego, magister inżynier.

## Życiorys
Służbę wojskową rozpoczął 25 września 1949 roku jako podchorąży Oficerskiej Szkoły Inżynieryjnej we Wrocławiu. Jako prymus uczelni promowany na stopień podporucznika w 1952 roku, następnie został skierowany do 1 Praskiego pułku piechoty na stanowisko dowódcy plutonu saperów. Brał udział w rozminowaniu Warszawy i Mazowsza. W latach 1953–1956 był dowódcą plutonu podchorążych w Oficerskiej Szkole Wojsk Inżynieryjnych, a w latach 1955–1960 słuchaczem Wojskowej Akademii Technicznej w Warszawie. Po ukończeniu WAT został dowódcą batalionu pontonowego w 1 pułku pontonowym w Brzegu. Po tym trzy lata 1963–1966 dowodził 21 batalionem saperów 10 Dywizji Pancernej. Był pierwszym dowódcą 6 pułku pontonowego w Głogowie (1966–1970), kontynuatorem akcji rozminowania miasta. Dowodzony przez niego pułk uzyskał tytuł przodującej jednostki. W 1971 roku zakończył Podyplomowe Studia Operacyjno–Strategiczne w Akademii Sztabu Generalnego w Rembertowie. Został szefem wydziału planowania Szefostwa Wojsk Inżynieryjnych Śląskiego Okręgu Wojskowego. Przez rok był zastępcą szefa Wojsk Inżynieryjnych ŚOW. Od 1973 pełnił służbę jako zastępca komendanta do spraw szkolenia, a następnie od 1974 do 1982 roku komendant Wyższej Szkoły Oficerskiej Wojsk Inżynieryjnych we Wrocławiu. Absolwent Wyższego Kursu Akademickiego Wojskowej Akademii Inżynieryjnej im. Waleriana Kujbyszewa w Moskwie. Od 1983 roku pełnił służbę poza wojskiem - był komendantem Ochotniczych Hufców Pracy. W latach 1987–1992 był szefem Wojsk Inżynieryjnych MON. W 1988 roku ukończył Kurs Operacyjno–Strategiczny w Wojskowej Akademii Sztabu Generalnego Sił Zbrojnych ZSRR im. K.J. Woroszyłowa. Kierował akcjami przeciwpowodziowymi na Dolnym Śląsku. Autor szeregu prac z dziedziny organizacji działań inżynieryjno-saperskich.
W 1979 został mianowany na stopień generała brygady. W okresie stanu wojennego w Polsce był pełnomocnikiem Komitetu Obrony Kraju - komisarzem wojskowym na województwo wałbrzyskie.
W latach 1986–1988 członek Społecznego Komitetu Odnowy Starego Miasta Zamościa. Zawodową służbę zakończył 21 października 1992 roku. W stanie spoczynku działacz Związku Byłych Żołnierzy Zawodowych i Oficerów Rezerwy Wojska Polskiego, m.in. przewodniczący organizacji wojewódzkiej we Wrocławiu.
Historyk i biograf polskich saperów. Kanclerz kapituły Odznaki „Za Rozminowanie Kraju”. Honorowy Obywatel miasta Głogowa.

## Życie prywatne
Mieszka we Wrocławiu. Jest wdowcem. Ma trzy córki.

## Ordery i odznaczenia
- Krzyż Komandorski Orderu Odrodzenia Polski – 1992
- Krzyż Oficerski Orderu Odrodzenia Polski – 1982
- Krzyż Kawalerski Orderu Odrodzenia Polski – 1968
- Odznaka Honorowa „Zasłużony dla Stowarzyszenia Saperów Polskich” – 2023[5]